# Turňa nad Bodvou
Turňa nad Bodvou este o comună slovacă, aflată în districtul Košice-okolie din regiunea Košice, pe malul râului Bodva⁠(d). Localitatea se află la altitudinea de 190 m deasupra n.m., se întinde pe o suprafață de 23,21 km2 și în 2017 număra 3.624 de locuitori.

## Istoric
Localitatea Turňa nad Bodvou este atestată documentar din 1198.

## Demografie
| An:                | 1994 | 2004    | 2014   | 2024   |
| ------------------ | ---- | ------- | ------ | ------ |
| Număr de persoane: | 2888 | 3279    | 3526   | 3686   |
| Diferență:         |      | +13,53% | +7,53% | +4,53% |

| An:                | 2023 | 2024   |
| ------------------ | ---- | ------ |
| Număr de persoane: | 3675 | 3686   |
| Diferență:         |      | +0,29% |